# La llarga agonia dels peixos fora de l'aigua
La llarga agonia dels peixos fora de l’aigua és una pel·lícula espanyola del 1970 dirigida per Francesc Rovira Beleta, coautor del guió amb Joaquim Jordà i Català basat parcialment en la novel·la Vent de grop d'Aurora Bertrana. Fou rodada a Eivissa i Londres l'estiu de 1969 i protagonitzada per Joan Manuel Serrat. Està rodada en català.

## Sinopsi
Joan és un humil pescador d'un poblet d'Eivissa a qui li agrada cantar. Un dia coneix Mabel, una turista anglesa i s'enamora d'ella, de tal manera que quan torna a Londres decideix abandonar a la seva promesa Maria i marxar a Anglaterra. Es dedica a malviure pels carrers de Londres cantant a canvi de monedes, i fins i tot participarà com a espontani al Festival de l'Illa de Wight. Quan torna a Eivissa marxa a viure a una comuna hippie, però tampoc hi troba el seu lloc.

## Repartiment
- Joan Manuel Serrat - Joan
- Emma Cohen - Maria
- Linda Cole - Mabel
- Conxita Bardem

## Producció
Aquesta va estar la primera adaptació d'una novel·la d'Aurora Bertrana al cinema. El títol fou "inventat" pel mateix Rovira Beleta per definir "la sensació de lent ofec que pateix el protagonista que frisa per abandonar una Eivissa que se li fa petita i tediosa".
L'acció de la novel·la passa a L'Escala, on l'escriptora va passar els estius, però a la pel·lícula fou canviada a Eivissa. Tot i així l'autora va escriure un article a Presència el 30 de març de 1968, L'escàndol de Vent de grop, on deia que qualsevol semblança amb la realitat era pura coincidència. A diferència de la part rodada a Eivissa, la part rodada a Londres es va fer sense permís i de manera improvisada. A la banda sonora hi ha quatre cançons de Serrat: Bon dia, Temps de pluja, Els amants i Una balada en otoño.

## Premis
Va rebre el tercer premi als Premis del Sindicat Nacional de l'Espectacle de 1970.